# Brewster (Ohio)
Pour les articles homonymes, voir Brewster.
Brewster est un village américain situé dans le comté de Stark, dans l’Ohio. Selon le recensement de 2010, sa population est de 2 112 habitants.